# Campeonato de Primera División 1895 (Argentina)
El campeonato de Primera División 1895, denominado oficialmente Championship Cup 1895, fue organizado por The Argentine Association Football League. Se jugó en dos ruedas de todos contra todos, entre los meses de mayo y agosto, pero no existe información completa sobre las fechas de disputa y los resultados de los partidos.
Fue el tercer campeonato consecutivo obtenido por el Lomas Athletic Club, convirtiéndose así en el primer equipo argentino en lograr un tricampeonato. El subcampeón fue Lomas Academy, segundo equipo de la misma institución, siendo la primera vez que compite un equipo alternativo en el campeonato.

## Incorporaciones y relegamientos
| Pos  | Equipos incorporados |
| ---- | -------------------- |
| Afil | Quilmes Club         |
| Reaf | English High School  |
| Afil | Lomas Academy        |

| Pos | Equipos relegados en la temporada 1894 |
| --- | -------------------------------------- |
| Des | Rosario Athletic                       |
| Des | Lobos Athletic                         |
| Des | Saint Andrew's                         |

## Tabla de posiciones final
| Pos | Equipo              | Pts | PJ | G | E | P | GF | GC | Dif |
| --- | ------------------- | --- | -- | - | - | - | -- | -- | --- |
| 1.º | Lomas Athletic      | 18  | 10 | 8 | 2 | 0 | 29 | 8  | 21  |
| 2.º | Lomas Academy       | 13  | 10 | 6 | 1 | 3 | 20 | 11 | 9   |
| 3.º | Flores Athletic     | 12  | 10 | 6 | 0 | 4 | 22 | 12 | 10  |
| 4.º | English High School | 7   | 10 | 3 | 1 | 6 | 12 | 12 | 0   |
| 5.º | Retiro Athletic     | 5   | 10 | 2 | 1 | 7 | 6  | 18 | -12 |
| 6.º | Quilmes Rowers      | 5   | 10 | 2 | 1 | 7 | 10 | 32 | -22 |

|  | Campeón.             |
|  | Fueron desafiliados. |

## Resultados
| Resultados          | Resultados | Resultados          | Resultados   |
| Local               | Resultado  | Visitante           | Fecha        |
| ------------------- | ---------- | ------------------- | ------------ |
| Quilmes Rovers      | 1 - 3      | English High School | 10 de mayo   |
| Retiro Athletic     | 1 - 1      | Lomas Athletic      | 19 de mayo   |
| Flores Athletic     | 4 - 0      | Quilmes Rovers      | 23 de mayo   |
| Lomas Athletic      | 8 - 1      | English High School | 23 de mayo   |
| Lomas Athletic      | 2 - 1      | Lomas Academy       | 25 de mayo   |
| Retiro Athletic     | PG - 1     | English High School | 25 de mayo   |
| Flores Athletic     | 0 - 2      | Lomas Athletic      | 26 de mayo   |
| Retiro Athletic     | 0 - 3      | Flores Athletic     | 2 de junio   |
| Lomas Academy       | PG - 1     | English High School | 8 de junio   |
| Flores Athletic     | 3 - 0      | English High School | 13 de junio  |
| Lomas Athletic      | 4 - 0      | Quilmes Rovers      | 13 de junio  |
| English High School | PG - 1     | Retiro Athletic     | 15 de junio  |
| Quilmes Rovers      | 1 - 9      | Lomas Academy       | 15 de junio  |
| Lomas Academy       | 0 - 3      | Flores Athletic     | 24 de junio  |
| Quilmes Rovers      | 0 - 3      | Retiro Athletic     | 24 de junio  |
| English High School | 8 - 0      | Quilmes Rovers      | 29 de junio  |
| Lomas Academy       | 2 - 5      | Lomas Athletic      | 9 de julio   |
| Retiro Athletic     | 1 - PG     | Lomas Academy       | 13 de julio  |
| Lomas Academy       | 3 - 0      | Retiro Athletic     | 14 de julio  |
| English High School | PE - PE    | Lomas Academy       | 20 de julio  |
| Lomas Athletic      | 4 - 2      | Flores Athletic     | 21 de julio  |
| Quilmes Rovers      | PE - PE    | Lomas Athletic      | 27 de julio  |
| Flores Athletic     | 3 - 1      | Retiro Athletic     | 4 de agosto  |
| English High School | 0 - 3      | Flores Athletic     | 15 de agosto |
| Lomas Academy       | PG - 1     | Quilmes Rovers      | 15 de agosto |
| Lomas Athletic      | 3 - 1      | Retiro Athletic     | 25 de agosto |
| Quilmes Rovers      | 3 - 1      | Flores Athletic     | 30 de agosto |
| English High School | PP - PG    | Lomas Athletic      | 30 de agosto |
| Flores Athletic     | 0 - 5      | Lomas Academy       | 30 de agosto |
| Retiro Athletic     | 0 - 5      | Quilmes Rovers      | 30 de agosto |

## Desafiliaciones y afiliaciones
English High School y Quilmes Rovers perdieron la afiliación, siendo reemplazados por Belgrano Athletic para el torneo de 1896, con lo que los participantes se redujeron a 5.